# منطقه ویژه اقتصادی کازرون
منطقه ویژه اقتصادی کازرون منطقه‌ای تجاری و صنعتی در مرکزیت غرب فارس و در ۱٫۵ کیلومتری شمال شهر کازرون است. این منطقه ویژه اقتصادی در سال ۱۳۸۹ در هیئت دولت تصویب شد و در سال ۱۳۹۳ در زمینی به مساحت ۷۳ هکتار آغار به کار کرد. اما بعدها با توجه به استقبال سرمایه‌گذاران با الحاق ۱۱۰ هکتار دیگر، مساحت آن به ۱۸۳ هکتار افزایش یافت.
گمرک منطقه ویژه اقتصادی کازرون در خردادماه ۱۳۹۹ رسماً آغاز به کار کرد و در مردادماه ۱۴۰۱ نخستین محموله از این گمرک به مقصد کشور قطر بارگیری و صادر شد.
در دی‌ماه ۱۴۰۲ کد اختصاصی گمرکی به گمرک این منطقه ویژه اقتصادی اعطا گردید و امکان صادرات و واردات به سراسر جهان از طریق این گمرک فراهم شد.
تاکنون ۷ قرارداد بزرگ سرمایه‌گذاری در منطقه ویژه اقتصادی کازرون منعقد شده است.

## زیرساخت‌ها
در منطقه ویژه اقتصادی کازرون زیرساخت‌های اصلی مانند آب، برق، گاز و فاضلاب تأمین شده است و پروژه‌های احداث سردر ورودی، باسکول و ساختمان‌های اداری و گمرک نیز در حال انجام است.

## شرکت‌های مستقر
تاکنون ۷ قرارداد بزرگ سرمایه‌گذاری در منطقه ویژه اقتصادی کازرون منعقد شده است که از آن جمله می‌توان به مجتمع تولید الکترود گرافیتی با سرمایه‌گذاری ۱۰ هزار میلیارد تومان، تولید تجهیزات و مخازن نفتی با سرمایه‌گذاری ۱۵ میلیارد یورو، تولید کابل آلومینیومی با سرمایه‌گذاری ۶۵۰ میلیارد تومان و طرح‌های دیگری نظیر سردخانه، سورتینگ و بسته‌بندی اشاره کرد.

## مزایا
در این منطقه ویژه تمامی مراحل شامل صدور جواز تأسیس، جواز ساخت، پایان کار و پروانه بهره‌برداری در کوتاه‌ترین زمان و به صورت کاملاً رایگان انجام می‌شود.
شرایط واگذاری زمین در این منطقه ویژه اقتصادی نیز به صورت نقد و اقساط است.
نزدیکی به محور ترانزیتی شمال به جنوب کشور، مرکزیت در غرب فارس، همجواری با قطب‌های کشاورزی و نزدیکی به بنادر خلیج فارس از جمله مزایای منطقه ویژه اقتصادی کازرون است که سرمایه‌گذاران را به سرمایه‌گذاری در این منطقه ویژه ترغیب می‌کند.

## چشم‌انداز
در طرح‌های توسعه‌ای این منطقه ویژه اقتصادی الحاق ۲۰۰ هکتار زمین دیگر نیز پیش‌بینی شده است تا مساحت منطقه ویژه اقتصادی کازرون به بیش از ۳۸۰ هکتار افزایش پیدا کند.
عبور دو پروژه آزادراه شیراز - بوشهر و خط راه‌آهن شیراز - اهواز از نزدیکی این منطقه ویژه اقتصادی که در آینده احداث خواهند شد، چشم‌انداز درخشانی را برای منطقه ویژه اقتصادی کازرون فراهم می‌کند.